# Thierry Bollin
Thierry Frédéric Bollin, född 11 januari 2000, är en schweizisk simmare.

## Karriär

### 2017–2018: Två medaljer vid junior-EM
Vid junior-EM 2017 i Netanya tog Bollin brons på 100 meter ryggsim. Vid kortbane-EM 2017 i Köpenhamn slutade han på 12:e plats på 50 meter ryggsim, 23:e plats på 100 meter ryggsim och på 44:e plats på 50 meter fjärilsim. Bollin var även en del av Schweiz kapplag som slutade på 12:e plats på 4×50 meter medley och på 18:e plats på 4×50 meter frisim.
Vid junior-EM 2018 i Helsingfors tog Bollin brons på 50 meter ryggsim. Vid EM 2018 i Glasgow slutade han på 15:e plats på 50 meter ryggsim och på 30:e plats på 100 meter ryggsim samt var en del av Schweiz kapplag som slutade på sjunde plats på 4×100 meter mixed medley och på 11:e plats på 4×100 meter medley. Vid kortbane-VM 2018 i Hangzhou slutade Bollin på 22:a plats på 50 meter ryggsim och på 32:a plats på 100 meter ryggsim. Han var en del av Schweiz kapplag som slutade på 12:e plats på både 4×50 meter frisim och 4×50 meter medley samt 13:e plats på 4×100 meter medley.

### 2019–2022
Vid VM 2019 i Gwangju slutade Bollin på 21:a plats på 50 meter ryggsim. Vid kortbane-EM 2019 i Glasgow slutade han på 16:e plats på 100 meter ryggsim, 25:e plats på 50 meter ryggsim och 59:e plats på 100 meter frisim samt var en del av Schweiz kapplag som slutade på 14:e plats på 4×50 meter medley.
Vid EM 2021 i Budapest slutade Bollin på 24:e plats på 50 meter ryggsim och på 26:e plats på 100 meter ryggsim. Vid kortbane-VM 2022 i Melbourne slutade han på 10:e plats på 100 meter ryggsim och på 17:e plats på 50 meter ryggsim.

### 2023–2024: EM-medalj och OS-deltagande
Vid kortbane-EM 2023 i Otopeni tog Bollin brons på 50 meter ryggsim och slutade på 12:e plats på 100 meter ryggsim. Vid EM 2024 i Belgrad slutade han på 10:e plats på 50 meter ryggsim samt var en del av Schweiz kapplag som slutade på 10:e plats på 4×100 meter medley.
Bollin tävlade för Schweiz vid olympiska sommarspelen 2024 i Paris. Han blev utslagen i försöksheatet på både 100 meter ryggsim och 50 meter frisim och slutade på 26:e respektive 42:a plats. Vid kortbane-VM 2024 i Budapest slutade Bollin på åttonde plats på 50 meter ryggsim och på 10:e plats på 4×100 meter medley.